# Xylosciara acanthaformis
Xylosciara acanthaformis är en tvåvingeart som beskrevs av Werner Mohrig och Boris Mamaev 1983. Xylosciara acanthaformis ingår i släktet Xylosciara och familjen sorgmyggor. Inga underarter finns listade i Catalogue of Life.